# Everybody Hates You
Everybody Hates You — студийный альбом норвежской aggrotech группы Combichrist, вышедший в 2005 году.

## Об альбоме
Второй CD доступен в специальном наборе digipack edition и отличается по звуку от самого диска, он содержит dark ambient треки (за исключением треков "The Undertaker" и "Red Signal"). Список композиций показанный на обложке не совпадает с содержимым диска.

## Песни
- "This Is My Rifle" содержит строки из песни Full Metal Jacket.
- "Today I Woke To The Rain Of Blood" содержит фразы из фильма "The Boondock Saints"
- "Happy Fucking Birthday" - единственный трек, содержащий слово "Combichrist" - название группы.
- "Without Emotions" содержит строки из фильма "Эквилибриум"

## Список композиций на CD1 (Правильный)
1. "This Shit Will Fuck You Up" – 4:45
2. "Enjoy The Abuse" – 5:14
3. "Today I Woke To The Rain Of Blood" – 5:45
4. "I'm Happy Anyway" – 5:11
5. "Blut Royale" – 5:33
6. "Who's Your Daddy, Snakegirl?" – 6:23
7. "Feed Your Anger" – 4:50
8. "God Bless" – 4:28
9. "Happy Fucking Birthday" – 4:47
10. "This Is My Rifle" – 4:58
11. "Like To Thank My Buddies" – 6:18
12. "Lying Sack of Shit" – 5:01
13. "Without Emotions" – 4:40

## Список композиций на CD2 (Digipack edition)
1. "The Undertaker" – 4:50
2. "Red Signal" – 5:36
3. "Wreckage" – 5:54
4. "Rubber Toy" – 5:28
5. "Below" – 7:22
6. "Fever" – 4:49
7. "Beneath Every Depth" – 7:59
8. "The Corps Under My Bed" – 7:01
9. "Long Gone" – 7:44